# National Tramway Museum
Le National Tramway Museum, ou couramment Crich Tramway Village, est un musée du tramway et parc d'attractions, situé à Crich, dans le Derbyshire, au Royaume-Uni.
La Tramway Museum Society a été fondée en 1955 et le musée du Tramway de Crich a ouvert ses portes en 1963.

## Historique
Le musée possède plus de 60 tramways, fabriqués entre 1873 et 1982. Une ligne de tramway-musée de 1,3 km est présentée dans un environnement urbain ancien reconstitué pour le musée, comprenant un pub, un café, une forge, une confiserie et un dépôt de tramways. Le musée est privé et appartient à la Tramway Museum Society,,,.
Les tramways viennent principalement du Royaume-Uni, mais on trouve également des tramways de Berlin et de Porto, entre autres.
Les tramways britanniques ont circulé dans les villes jusque dans les années 1960. La majeure partie du réseau de tramways en Grande-Bretagne a été fermée dans les années 1950. Le dernier en activité fut le tramway de Glasgow Corporation, dont le service a duré jusqu'en 1962,.
Aujourd'hui, parmi les anciens réseaux de tramways, seul subsiste le tramway de Blackpool, mais de nouveaux réseaux de tramways de nouvelle génération sont entrés en service au Royaume-Uni, parmi lesquels Croydon Tramlink, Sheffield Supertram, West Midlands Metro, Edinburgh Tramway, Manchester Metrolink et Nottingham Express Transit,.

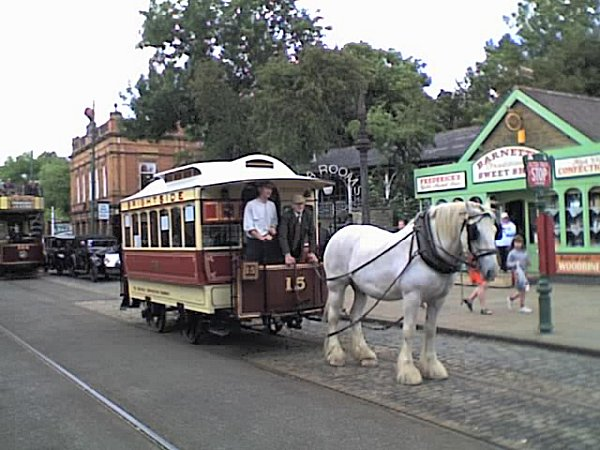
Le tram hippomobile Sheffield 15 a été le premier tramway mis en circulation au musée.

La voie ferrée du musée de Crich reprend en grande partie celle d'un ancien chemin de fer industriel, construit par George Stephenson pour transporter le calcaire de la carrière à ciel ouvert de Cliff jusqu'au chemin de fer du North Midland à Ambergate. Celui-ci avait un écartement de 1 000 mm, mais il a été reconstruit pour les tramways en écartement standard.

## Collection

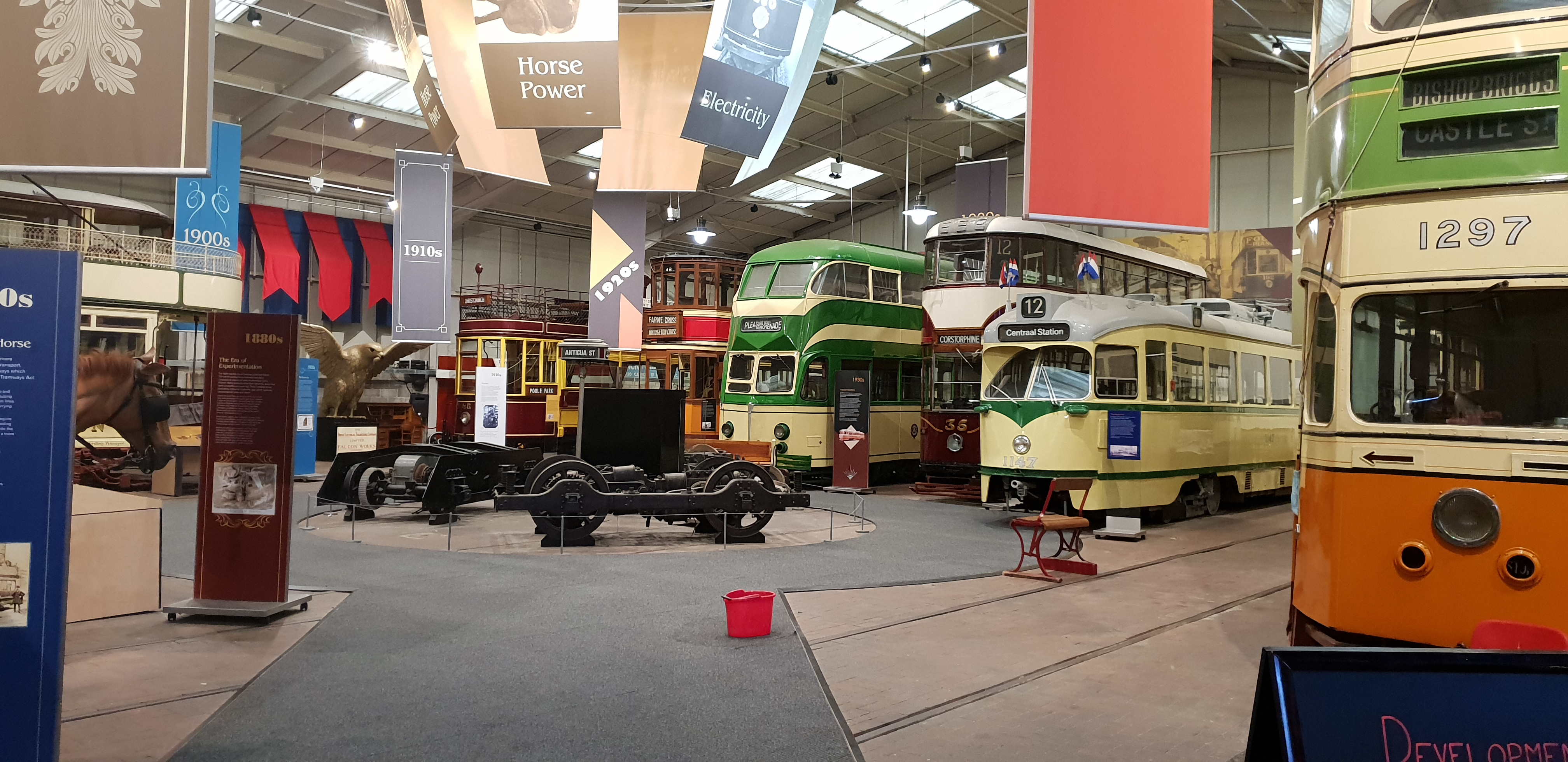
Trams et autres objets exposés dans le grand hall.

Le musée possède plus de 80 tramways dans sa collection. La majorité d'entre eux sont des tramways électriques à deux étages construits entre 1900 et 1930 pour être utilisés dans un grand nombre de villes britanniques, mais la collection comprend également des tramways d'avant 1900 tirés par des chevaux ou à vapeur, et aussi des véhicules plus récents ou construits pour d'autres villes à travers le monde.
La plupart des voitures sont en état de marche et utilisées sur la voie ferrée du musée, tandis que d'autres sont restaurées dans un état statique, exposées dans le grand hall ou ailleurs sur le site. Quelques-unes sont stockées dans un état non restauré, certaines d'entre elles se trouvant dans l'atelier et entrepôt hors site du musée, à Clay Cross.

Musée du tramway de Crich
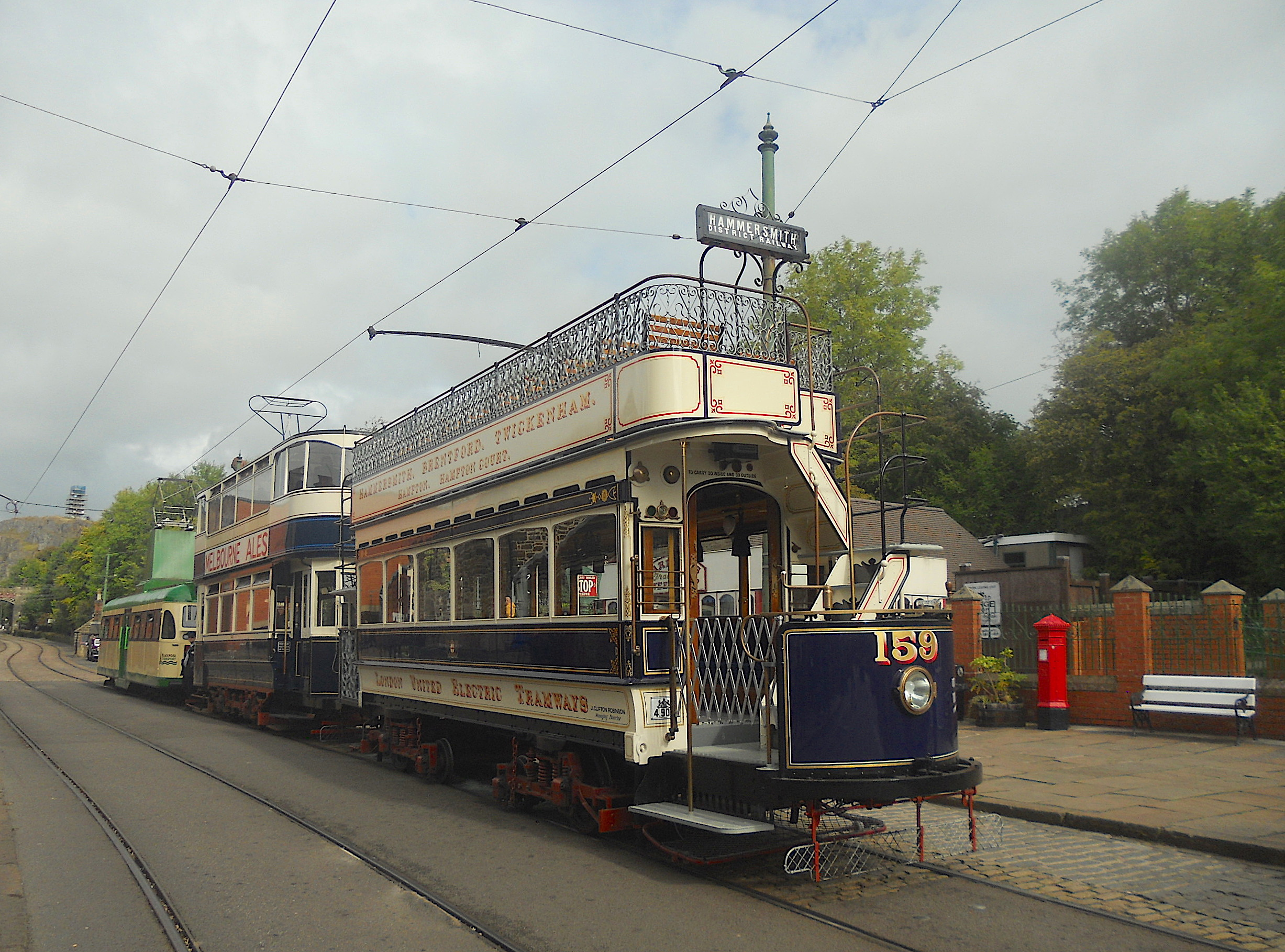
Tramways au terminal Town End.
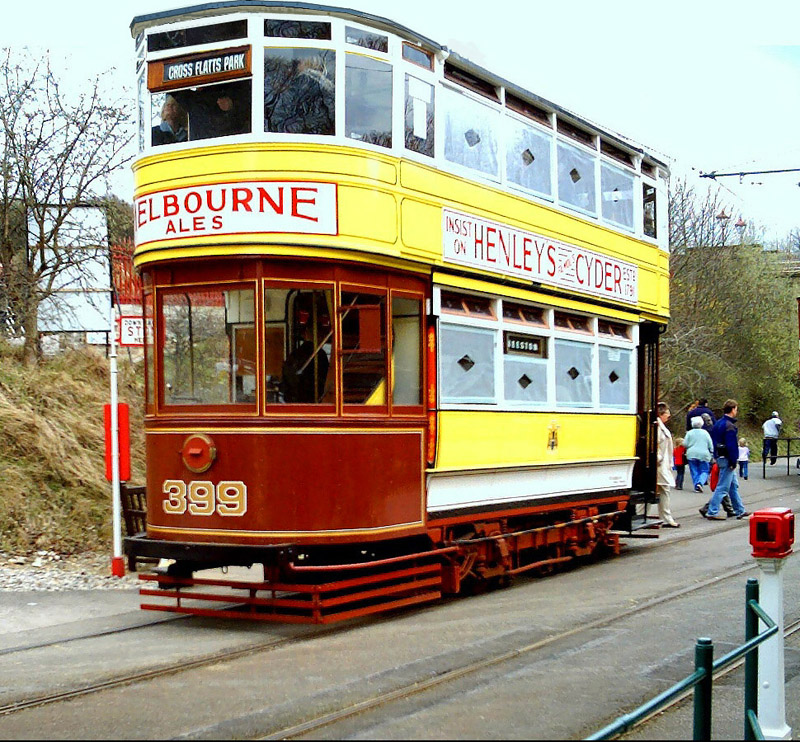
Tramway de Leeds de 1925, à l'entrée du musée.
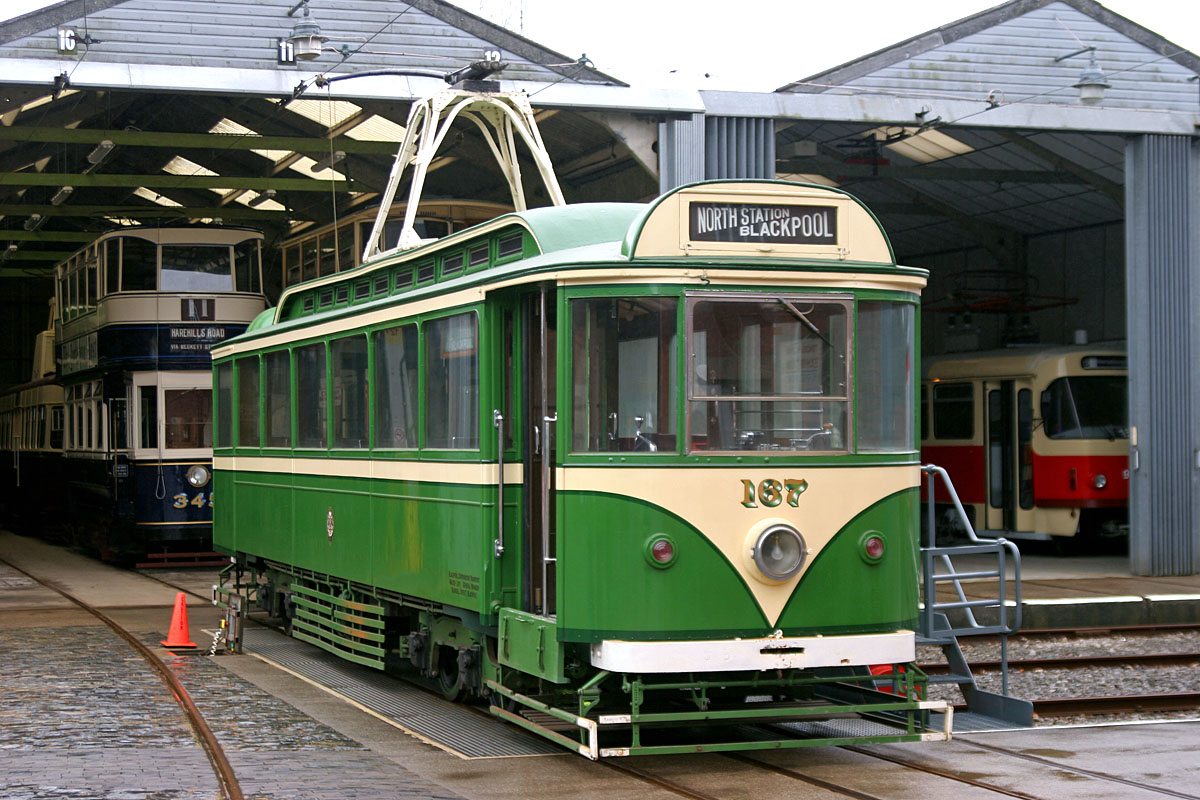
Tramway de Blackpool.
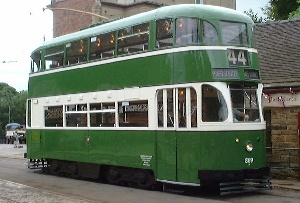
Green Goddess, un célèbre tramway de Liverpool, 1936.
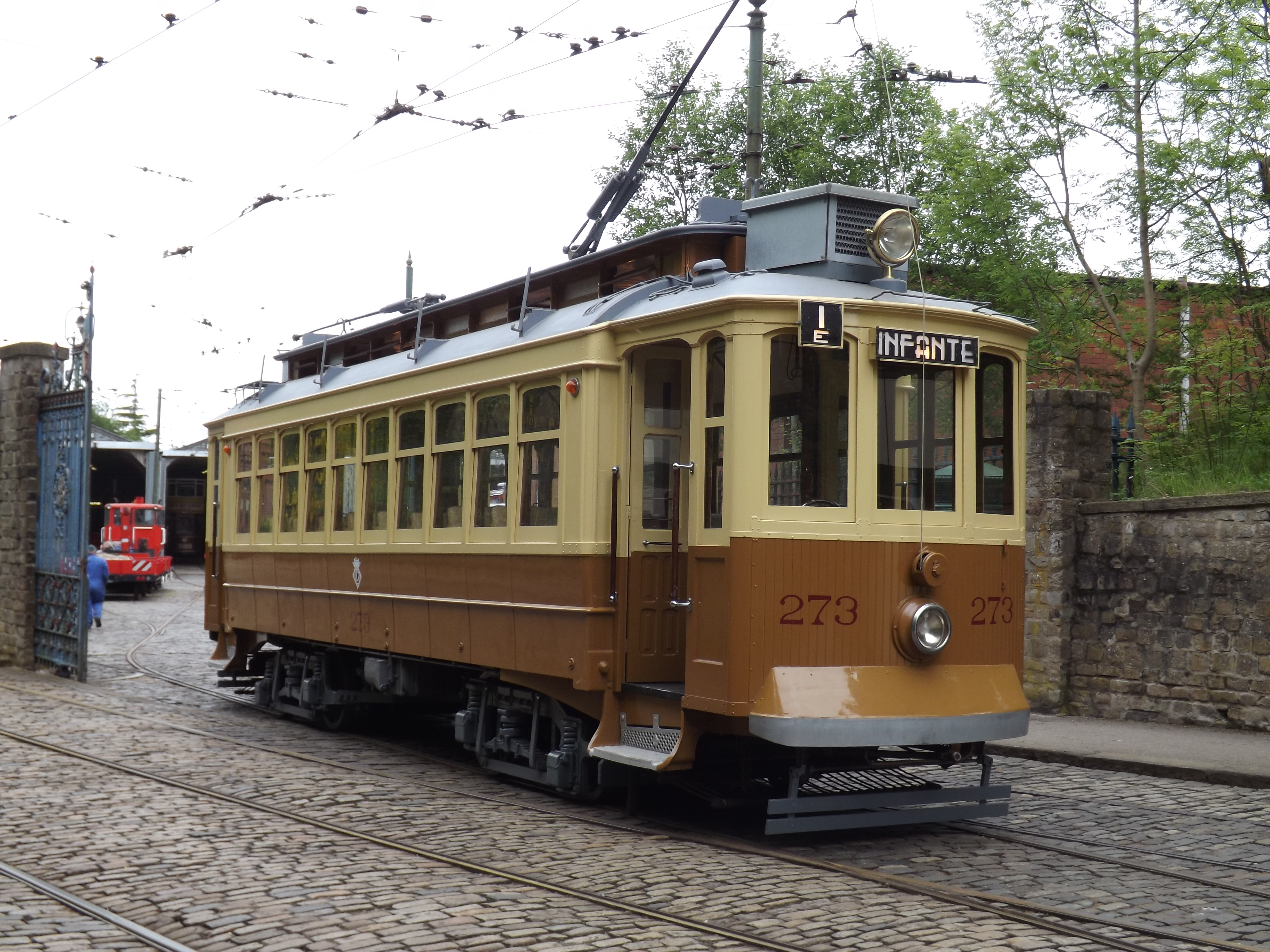
Tramway de Porto.
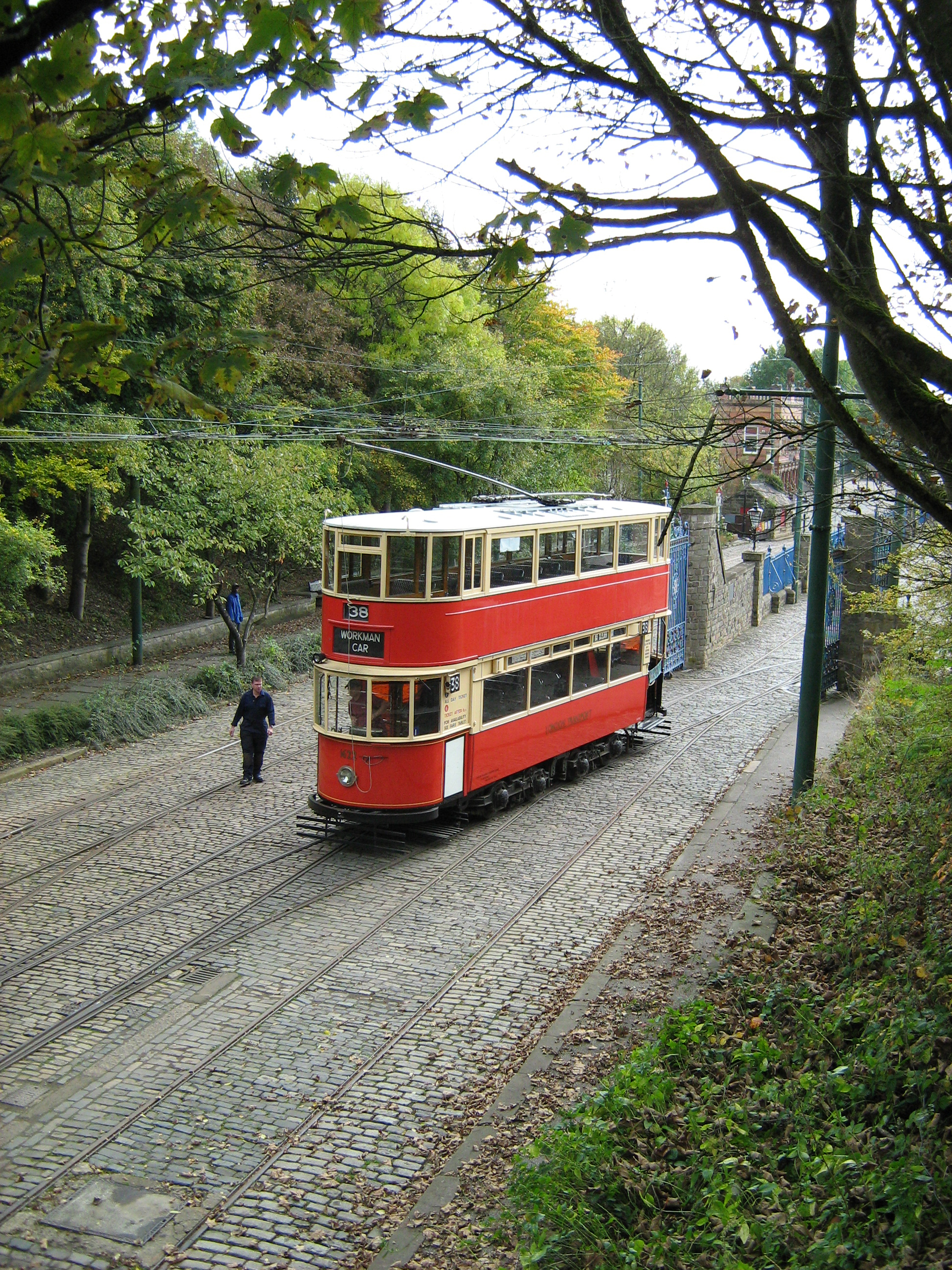
Tramway de Londres, quittant le dépôt.
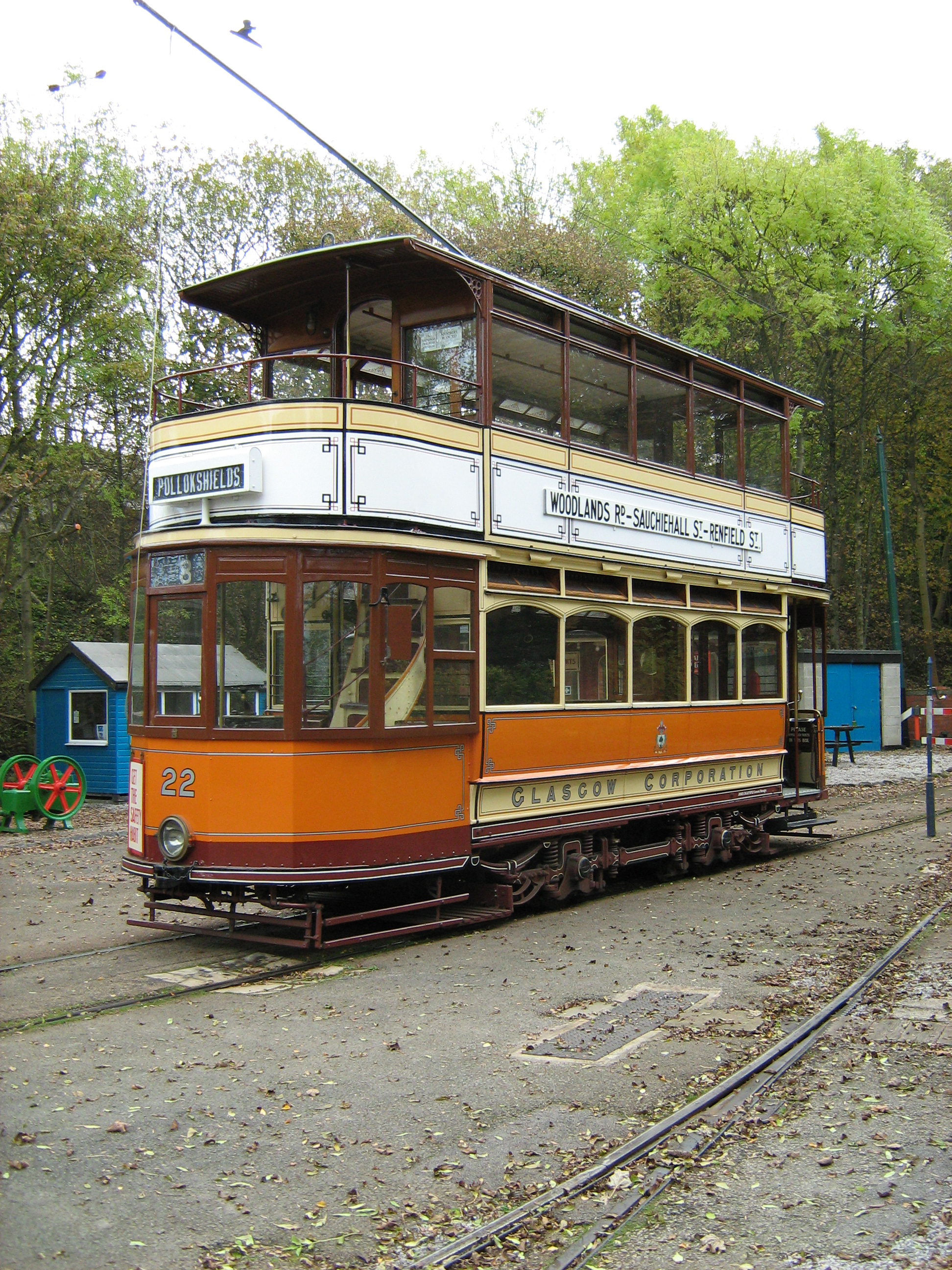
Tramway 22 de Glasgow.

## Sources et références
1. 1 2 3  « The Tramcar Collection » [archive du 29 février 2024], sur Crich Tramway Village (consulté le 29 février 2024)
2. ↑  « Village Scene » [archive du 5 juin 2023], sur Crich Tramway Village (consulté le 5 juin 2023)
3. ↑  « Ride the Trams » [archive du 5 juin 2023], sur Crich Tramway Village (consulté le 5 juin 2023)
4. ↑  « The Tramway Museum Society » [archive du 10 août 2019], Charity Commission (consulté le 10 août 2019)
5. ↑  Last Trams Parade (Mitchell Library, Glasgow Collection, 1962), The Glasgow Story
6. ↑  Last Day of the Trams, Glasgow, (28-minute silent colour video, 1962), National Library of Scotland
7. ↑  « Crich Tramway Village » [archive du 1er avril 2016], British Trams Online (consulté le 20 mars 2016)
8. ↑  « Crich Heritage Report » [archive du 11 août 2019], Amber Valley Borough Council (consulté le 11 août 2019), p. 24-25